# クルメン族

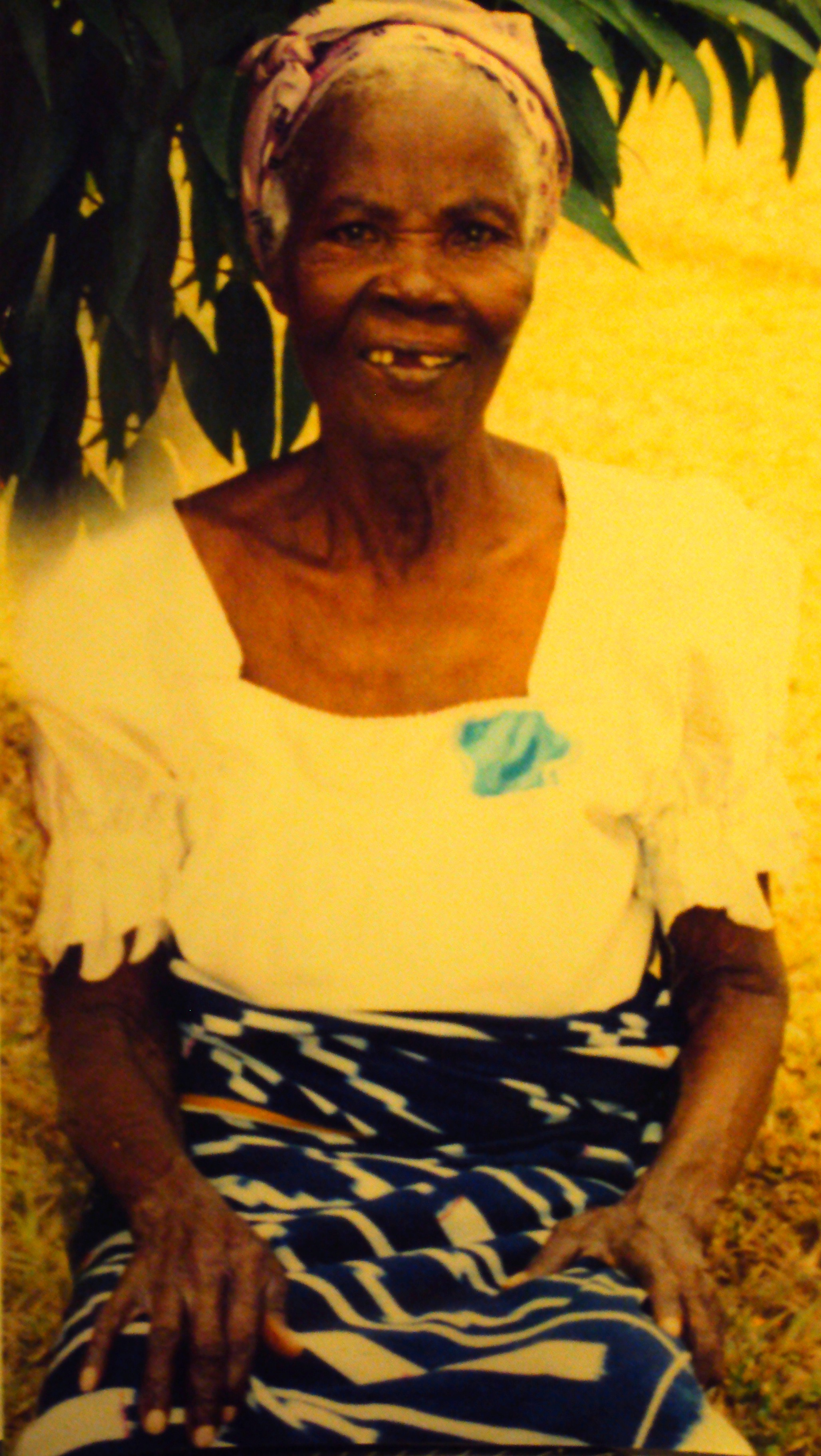
クルメン族の女性

クルメン族（Krumen、Kroumen、Kroomen）は、リベリアからコートジボワールにかけての沿岸部に住む民族集団。人口は1993年の推計で48,300人、そのうち28,300人がコートジボワール側にいたとされる。クルメン族は、グレボ族の一派であり、クルメン語を話す。
クルメン族は、「クル (Kru)」族と呼ばれることもあるが、リベリアの内陸部に分布するクル族とは、関係はあるものの、別個の集団である。

## 名称の語源
「クル」ないし「クルメン」という言葉は、英語で船員などを意味する「クルー (crew)」に由来すると誤解されてきた。これは、彼らが西アフリカの先住民としては最初に、ヨーロッパの船に乗って働いたという事実を踏まえていた。語源としてより確からしいのは、クルメン族の中の部族名のひとつ「クラオー (Kraoh)」と考えられる。

## 分布
20世紀初頭の時点で、彼らはモンロビア付近からパルマス岬付近まで、リベリアの海岸沿いに散在する村に住んでいた。当時、クルメン族は、近い関係にあるグレボ族、バサ族、ニフ族などを含めて、40,000人以上いると称されたが、本来のクルメン族は、シノエ川からパルマス岬までの狭い範囲に住んでおり、そこにはそれぞれ部族長のいる5つの集落(Kruber, Little Kru, Settra Kru, Nana Kru, King Williams Town)があった。彼らは沿岸各地に自分たちの集落をもっており、隣国シエラレオネや、グランドバッサ郡、首都モンロビアにもそれぞれクルメン族の集落があったという。

## 伝統的な文化
20世紀初頭の時点で、クルメン族は政治的にはいくつかの小さな共同体に分かれており、それぞれに世襲の部族長がいて、よそ者との交渉にあたっては部族を代表していた。ただし、部族長の役割はそれだけで、実際の政治は脚に鉄輪の勲章をつけた長老たちに委ねられていたとされる。長老たちを代表する大長老は、呪術の長として部族のシンボルを護持しており、彼の家は、掟を犯したとされる者が、その罪が証明されるまでの間、安全にすごせる場所となっていた。個人の財産は、各家族の共有物であり、土地も共有とされていたが、自力で耕し続けられる間はその土地の耕作権を維持できた。
20世紀初頭のクルメン族の少年たちは、14歳か15歳になると、12ヶ月から18ヶ月ほど船に乗る仕事をした。彼らは、多くの場合は自分の町からさほど遠くない範囲を動く船で働きたがるので、ギニア沿岸を動く商船には必ずと言ってよいほどクルメン族の少年が乗っていたという。妻を買えるほどの金が稼げると、故郷に戻って定着するのが一般的だったという。
20世紀初頭のクルメン族は、部族のしるしとして、額を横切って耳から耳へ黒か青の線を引いていた。また、腕に入れ墨をしたり、切歯を抜歯する習慣があったとされる。